# Hathbur, Narasimharajapura
Hathbur là một làng thuộc tehsil Narasimharajapura, huyện Chikmagalur, bang Karnataka, Ấn Độ.